# Slag bij Majuba
De Slag bij Majuba was de beslissende veldslag van de Eerste Boerenoorlog. De slag vond plaats op 27 februari 1881. De klinkende overwinning die de Boeren behaalden betekende het einde van de oorlog en het herstel van de Transvaalse onafhankelijkheid.

## Voorgeschiedenis

### Annexatie
Na de Britse annexatie van Transvaal hadden de Boeren op 8 december 1880 te Paardekraal (later Krugersdorp geheten) tijdens een protestvergadering de onafhankelijkheid van Transvaal uitgeroepen. Dit was het begin van de Eerste Boerenoorlog. De Boeren hadden de Britse garnizoenen reeds onder beleg geplaatst en de eerste militaire botsing bij Bronkhorstspruit overtuigend gewonnen.
Generaal-majoor George Pomeroy Colley was tegelijk de opperbevelhebber van de Britse machten in Zuid-Afrika, de gouverneur van Natal én de hoge commissaris over de Britse koloniën in Zuidelijk Afrika. Hij was een man met een uitstekende militaire staat van dienst en voormalig professor aan de Koninklijke Militaire Academie Sandhurst in Engeland. Hij begon een opmars van Natal naar Pretoria om de garnizoenen te ontzetten. Daarbij heeft hij met 1200 troepen een kamp opgeslagen op de plaats Mount Prospect ten zuiden van Laingsnek.

### Laingsnek
Laingsnek was een strategische locatie waar de weg tussen Pietermaritzburg (in Natal) en Pretoria (in Transvaal) de Drakensbergen overging. Een Boerenmacht van 1500 man onder commandant-generaal Piet Joubert heeft zich op de lange rug van Laingsnek, net oostelijk van Majuba, ingegraven om de opmars van Colley te stuiten.
Op 28 januari 1881 (de Slag bij Laingsnek) probeerde generaal Colley tevergeefs Laingsnek te veroveren. Op 8 februari 1881 (de Slag bij Ingogo, ook bekend als de Slag bij Schuinshoogte), raakten de troepen van Colley weer zonder succes slaags met de Boeren onder generaal Nicolaas Smit.

## De slag

### Bezetting
Hierna heeft Colley nog 2000 troepen uit Newcastle laten komen en het plan bedacht om de berg Majuba te bezetten, vanwaar hij kon neerkijken op stellingen van de Boeren bij Laingsnek. De Britten beklommen de berg gedurende de nacht van 26 februari. Er waren 405 Britse soldaten op de berg, waaronder 171 van het 58e regiment en 141 van het 92e regiment (de 92nd Highlanders). Tegen zonsopgang om 04:30 zijn er een aantal rondom de kruin van de berg uitgeplaatst. De Gordon Highlanders hebben Gordons Heuveltje (Gordon's Knoll) en de noordelijke en noordwestelijke kruin bezet.

### Bestorming
De volgende ochtend, een zondag, hebben de Boeren onmiddellijk nadat ze zich van de aanwezigheid van de Britse soldaten op de berg bewust werden, plannen beraamd om de berg te bestormen. Generaal Nicolaas Smit, de bevelhebber, vroeg vrijwilligers en vormde drie detachementen onder leiding van commandant Joachim Ferreira, assistent-veldkornet Fanus Roos en assistent-veldkornet Danie Malan. Generaal Smit droeg op dat de mannen ouder dan 50 achter de rotsen van het eerste plateau moesten blijven schuilen en op iedere Engelsman die zijn hoofd over de bovenste rand uitstak, moesten schieten. Dit heeft het mogelijk gemaakt voor de rest van de Boeren om onder vuurdekking tot recht onder de kruin te komen, die ze aan het eind van de ochtend, na een klim van zes uur, bereikten.
Intussen gaf Colley opdracht dat de berg voor ten minste drie dagen verdedigd moest worden en heeft hij verloren slaap ingehaald net als veel van de troepen die de hele nacht de berg beklommen hadden.
Tegen 12:45 barstte hevig geweervuur van de Boeren op Gordons Heuveltje los, waarna ze het veroverden. Het volgende uur stormden Boeren over de kruin en brachten de Britten met scherp schietwerk grote verliezen toe. Er was grote verwarring en de Britten begonnen naar de zuidkant van de bergtop te vluchten. Generaal Colley werd aan de bovenkant van zijn rechteroog getroffen en is op de berg overleden. De rest van de Britse macht is over de achterste kruin heen gesprongen en verwond geraakt, neergeschoten of gevangengenomen.
De veldslag heeft ertoe geleid dat de Britse bevelhebbers op 21 maart 1881 een wapenstilstand gesloten hebben die de basis vormde voor het vredesverdrag bij de Conventie van Pretoria.

## Belang
Alhoewel er niet erg veel soldaten bij betrokken waren, was de veldslag belangrijk om de volgende redenen:
- Er werd een wapenstilstand gesloten, die de Eerste Boerenoorlog beëindigde en later tot de Conventie van Pretoria tussen de Britten en de nieuwgestichte Zuid-Afrikaanse Republiek leidde.
- De vuur-en-bewegingstactiek die generaal Smit en de Boeren gebruikten tijdens de bestorming van de berg, was nieuw en is pas jaren later door andere legers gebruikt.
- De Britten hebben de vier volslagen nederlagen (Bronkhorstspruit, Laingsnek, Schuinshoogte en Majuba) niet vergeten, hetwelk waarschijnlijk als gevolg had dat tijdens de Tweede Boerenoorlog, beter bekend als de Anglo-Boereoorlog van 1899 - 1902, "Remember Majuba!" een strijdkreet is geworden.
- De slag wordt gezien als een van de grootste nederlagen van de Britse strijdkrachten ooit.[1]

## Verliezen
Van de Britse soldaten sneuvelden er 92, raakten er 134 gewond en werden er 59 gevangengenomen. Slechts een van de Boeren (H. Bekker) is die dag gesneuveld (een tweede, J. Groenewald, is later aan zijn wonden bezweken) en zes anderen gewond geraakt. Dit toont de verschillen aan tussen de camouflage en het schietvernuft van de Britten en de Boeren.